# Manolo Lama
Manuel Lama Jiménez, conegut com a Manolo Lama (Madrid, 3 de gener de 1962) és un periodista esportiu espanyol.
Treballa en televisió (per a la cadena Cuatro i en Ràdio per a la Cadena Cope (entre 1983 i 2010, va treballar per a la Cadena Ser). És especialment conegut pel fet de ser el narrador dels partits del Reial Madrid i de la selecció espanyola de futbol als mitjans radiofònics pels quals treballa.
La seva família prové de la localitat andalusa de Cabra, a la província de Còrdova. Està casat i té cinc fills.

## Biografia
A la Cadena Ser edita i presenta la secció esportiva d'Hora 25, és narrador i comentarista de Carrusel Deportivo i col·labora en El Larguero. Així mateix, també presenta amb Manu Carreño la secció esportiva de l'informatiu en el canal de televisió Cuatro.
Manolo Lama és una de les veus més conegudes del periodisme esportiu, entre altres coses gràcies a les seves narracions dels partits de la jornada. Junt amb l'equip de Carrusel Deportivo va rebre el Premi Ondas 2002 al "millor programa de ràdio de difusió nacional" i també a l'any 2008. A més, el 2006 ha estat guardonat amb el Micròfon d'Or. Ha cobert per a aquesta cadena d'emissores els principals esdeveniments esportius:
- Jocs Olímpics: Jocs Olímpics de Los Angeles 1984, Jocs Olímpics de Seül 1988, Jocs Olímpics de Barcelona 1992, Jocs Olímpics d'Atlanta 1996, Jocs Olímpics de Sydney 2000 i Jocs Olímpics d'Atenes 2004.
- Copa del Món de futbol: Copa Mundial de Futbol de Mèxic 1986, Copa Mundial de Futbol d'Itàlia 1990, Copa Mundial de Futbol dels Estats Units 1994, Copa Mundial de Futbol de França 1998, Copa Mundial de Futbol de Corea-Japó 2002, Copa Mundial de Futbol d'Alemanya 2006 i l'Eurocopa 2008 d'Àustria i Suïssa.
- Europeus de futbol (des de 1985)
- Basquetbol (des del 84)
- 21 voltes ciclistes, així com tot tipus d'esdeveniments esportius.

És narrador del videojoc de futbol FIFA des de l'any 1998 junt amb Paco González, amb el qual té un enfrontament artificiós per a guanyar audiències, retransmetent i comentant els partits.
A més, participa i posa veu en una gran varietat d'anuncis publicitaris tant a la ràdio com a la televisió. Recentment ha participat en el doblatge al castellà de la pel·lícula Locos por el surf, així com a Salir pitando.